# Гибони
Гибоните (Hylobatidae) са семейство Човекоподобни маймуни (Hominoidea) разпространени в дъждовните тропични гори на Югоизточна Азия, североизточна Индия и южен Китай.
Всички гибони са повече или по-малко застрашени видове (според Червения списък на световнозатрашените видове на IUCN)

## Особености
Гибоните се различават от семейство Човекоподобнит (Hominidae) по своята характерна структура на тялото. Те имат и по-малки размери (дължина на тялото до 1 м и тегло от 6 до 20 кг.). Освен това не строят гнезда и се считат за моногамни (семейните двойки обикновено остават заедно доживот), но при някои видове се наблюдава известна свобода в сексуалните отношения.
Хранят се с плодове, листа, клонки, насекоми, яйца и понякога малки птици.
На земята се придвижват изправени, балансирайки с вдигнати ръце. Гибоните са известни и със своите изключителни акробатични умения. Люлеейки се от клон на клон могат да се придвижват със скорост до 56 км/ч и правят скоковете от дърво на дърво до 8 метра. Във връзка с дървесния си начин на живот те са развили силни и много дълги ръце, които в изправено положение на тялото достигат стъпалата на краката. Китката при тях има структура подобна на сферичната става на рамото, което улеснява свободното ѝ движение в много посоки, a палецът е разположен в дълбочината на дланта, близо до китката, за да не пречи при люлеенето от клон на клон. Въпреки бързината, точността и силата на ръцете си, гибоните често са сполитани от фрактури на костите вследствие на падане, поради счупване на клон или изплъзване на крайниците.
Песните на гибоните са друга тяхна особеност. Сутрин гласовете им огласят джунглата на километри разстояние. Гибоните са социални животни – живеят на двойки или малки семейни групи заемащи определена територия. Пеейки в дует, към който понякога се присъединява и малкото, двойките определят границите на своята територия. Пеят също и солово, с цел привличане на партньор или отстояване на територия. Най-гласовити са сиамангите (Symphalangus syndactylus), при които и двата пола имат специална гърлена торба, която се издува до размерите на главата. Често песните на двойките сиаманги са съпроводени и с впечатляващ танц около ствола на любимото им дърво.

Полова зрялост достигат на около 6-годишна възраст. След около 7-месечна бременност женските раждат по едно малко, което бозае около 6 месеца.

## Класификация
Видовете гибони се отличават много трудно един от друг. Обикновено се срещат и 2 различни разцветки от всеки вид: светла и черна. Вследствие на това в някои зоопаркове в обща клетка са поставяни представители на различни видове, които впоследствие се кръстосват. Кръстосване на различни видове гибони понякога се случва и в природата.
Класификацията на гибоните се променя неколкократно, включително и през 21. век. Първоначално всички видове с изключение на сиамангите (Symphalangus) са отнасяни към род Hylobates. Впоследствие се разграничават родовете Nomascus и Bunopithecus. По-скорошни проучвания обаче сочат, че хулоките не са родствени с изчезналия Bunopithecus sericus и се отнасят към отделен род: Hoolock (Mootnick & Groves, 2005). Предмет на спорове е и статута на някои представители на семейството като подвидове или отделни видове.
- разред Primates – Примати
  - подразред Haplorrhini – Маймуни
    - инфраразред Simiiformes – Същински маймуни
      - парворазред Catarrhini – Тесноноси маймуни (маймуни на Стария свят)
        - надсемейство Hominoidea – Човекоподобни маймуни
          - семейство Hylobatidae – Гибони
            - род Hylobates – гибони
              - Hylobates lar – Белорък гибон, лар
              - Hylobates agilis – Чернорък гибон, унгка
              - Hylobates albibarbis (Hylobates agilis ssp.) – Белобрад гибон
              - Hylobates muelleri – Гибон на Мюлер, борнейски гибон
              - Hylobates pileatus – Камбоджански гибон, кампучийски (качулат) гибон
              - Hylobates moloch – Сребрист гибон, вау вау
              - Hylobates klossii – Гибон на Клос, малък сиаманг

            - род Hoolock (Bunopithecus) – гибони хулоки
              - Hoolock hoolock – Хулок, западен хулок
              - Hoolock leuconedys (Hoolock hoolock ssp.) – Източен хулок

            - род Symphalangus – гибони сиаманги
              - Symphalangus syndactylus – Сиаманг

            - род Nomascus – качулати гибони
              - Nomascus concolor – Черен гибон
              - Nomascus nasutus – Източен черен гибон
              - Nomascus hainanus (Nomascus nasutus ssp.) – Хайнански гибон
              - Nomascus leucogenys – Белобуз гибон, северен белобуз гибон
              - Nomascus siki (Nomascus leucogenys ssp.) – Южен белобуз гибон
              - Nomascus gabriellae – Златобуз гибон

## Гибонът в народните вярвания
В китайската култура гибонът е символ на благородството, в противовес на алчността на макака, който граби с пълни шепи храна от хората. Гибонът е джентълменът (君子) на гората. Даоистите му приписват свръхестествени способности - според тях гибонът може да да живее хиляда години и да се превръща в човек.